# 諏訪忠虎
諏訪 忠虎（すわ ただとら）は、信濃高島藩の第4代藩主。第3代藩主諏訪忠晴の三男。

## 生涯
江戸藩邸にて産まれた。
延宝6年（1678年）12月28日に従五位下安芸守に叙任された。学問に優れていた経緯から、学問好きであった将軍・徳川綱吉の師事を受けた。元禄8年（1695年）、父の死去により跡を継いだ。江戸火消役や山里丸門番などを務めた。しかし、藩政においては江戸藩邸の焼失や元禄大地震における災害などにより、藩財政の窮乏化が始まった。
元禄16年2月11日、流罪となった吉良義周の身柄を預かり、高島城南丸の屋敷を改装して預かり屋敷にした。忠虎の娘・於栄の舅が吉良と昵懇な伊達村豊（勅使饗応をやり遂げただったこともあり、義周は「左兵衛様」と呼ばれ一般の罪人に比べるとかなり優遇された。
文雅に秀でた父と同様に、忠虎は俳諧を嗜み服部嵐雪や宝井其角に学んだ。其角は「泉岳寺の墓地には草が丈高く生い茂って、墓が並んでいるのも見えない」と記録している。藩内で俳諧が流行ったらしく、藩士らと俳諧の会を行っている。
享保16年（1731年）7月2日に69歳で死去した。嫡子（三男）の忠尋が早世していたため、養嗣子の忠林が跡を継いだ。

## 系譜
父母
- 諏訪忠晴（父）
- 磐城平藩内藤忠興の養女（母）

正室
- 越前国松岡藩主松平昌勝の娘

側室
- 妙華院
- その他

子女
- 右京（長男） - 生母は正室。早世。
- 盛太郎（次男） - 生母は正室。早世。
- 諏訪忠尋（三男） - 生母は正室。23歳で死去。正室は永井直敬娘。
- 勝之丞（四男） - 生母は正室。早世。
- 助藏（五男） - 生母は正室。早世。
- 八十之丞（六男） - 生母は側室。早世。
- 諏訪忠休（七男） - 生母は側室（伴氏）。早世。
- 於栄 ー 伊予国吉田藩主伊達村信正室。生母は側室。
- 娘 ー 信濃国飯山藩主本多助有正室。生母は側室。
- 雲台院 ー 諏訪忠林正室。生母は側室。

婿養子
- 諏訪忠林 ー 分家旗本であり、江戸北町奉行などを勤めた諏訪頼篤の次男。忠林を出した頼篤は、婿養子を迎えて自家を相続させた。